# مائو کوبایاشی
مائو کوبایاشی (انگلیسی: Mao Kobayashi؛ زادهٔ ۱۲ ژانویهٔ ۱۹۹۲) یک هنرپیشه، مانکن (فرد)، و خواننده اهل ژاپن است.